# 766년

## 연호
- 당(唐) 영태(永泰) 2년 / 대력(大曆) 원년
- 일본(日本) 덴표진고(天平神護) 2년

## 기년
- 당(唐) 대종(代宗) 5년
- 신라(新羅) 혜공왕(惠恭王) 2년
- 발해(渤海) 문왕(文王) 30년